# Imshaugia
Imshaugia — рід лишайників родини Parmeliaceae. Назва вперше опублікована 1985 року.

## Будова
Лишайники має таллом коліру від мінерально-сірого до білувато-сірого і білувато-світло-коричневою нижньою поверхнею. Вони виростають як невеликі розетки, що складаються з невеликих часточок шириною 1–2 мм.

## Поширення та середовище існування
Росте найчастіше на корі та дереві хвойних порід, і надає перевагу відкритими та добре освітленими лісовим ареалам.

## Галерея

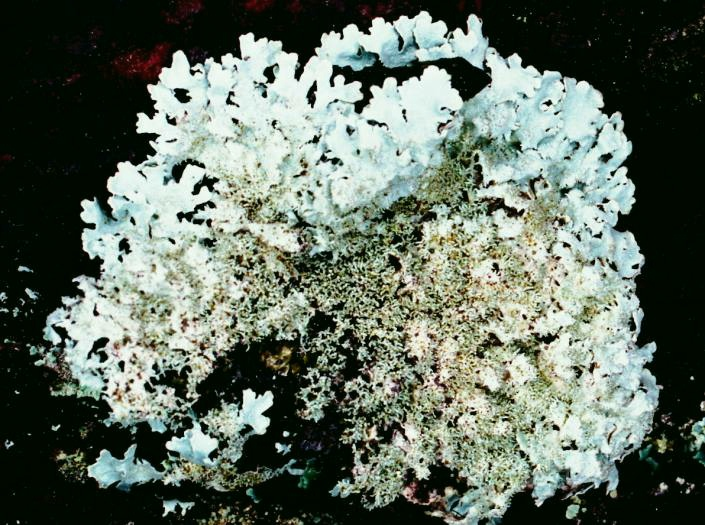
Imshaugia aleurites
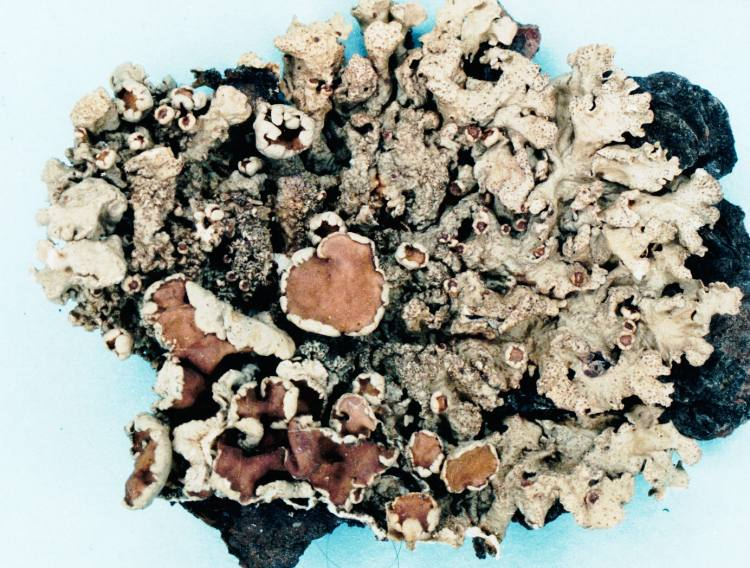
Imshaugia placorodia
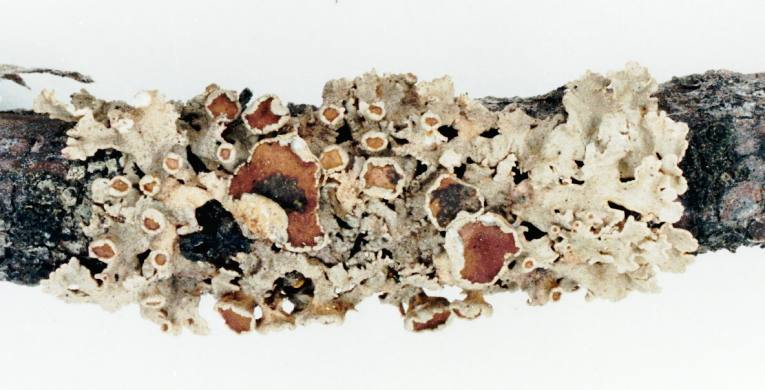
Imshaugia placorodia